# Fisicalismo
(Rudolph Carnap, Die physikalische Sprache als Universalsprache der Wissenschaft ("Il linguaggio della fisica come linguaggio universale della scienza", 1931)
Il fisicalismo è una corrente della filosofia del linguaggio, sviluppata da Otto Neurath, tra i fondatori del Circolo di Vienna, il quale sostiene che possano essere sostenibili scientificamente, e quindi valide per la conoscenza, solo quelle proposizioni definite in termini materiali ossia spazio-temporali.
Più specificatamente, Neurath individua nel linguaggio il campo di indagine eletto della filosofia, poiché a differenza dei problemi metafisici indagati dalla filosofia, il linguaggio ha una caratteristica fisica e pertanto ha il valore di linguaggio universale. Anche secondo Rudolf Carnap, il linguaggio della fisica è un linguaggio universale, in quanto comprende i contenuti di tutti gli altri linguaggi scientifici.
In filosofia della mente, il fisicalismo è la dottrina secondo cui tutto ciò che è reale è composto di materia e che la mente (che è reale) è pertanto riducibile alla materia. Il fisicalismo  non sostiene che l’unica vera scienza della natura è la fisica, ma che questa è la scienza fondamentale, la più basilare, in quanto ogni processo chimico, per esempio, è riducibile, almeno in linea di principio, a processi fisici. Ad esempio, una pietra e una creatura dotata di mente non differiscono per la natura degli elementi costitutivi ultimi, che sono appunto gli atomi e le molecole, ma per specifiche caratteristiche strutturali non causali che danno luogo a funzioni complesse, prime fra tutte quelle destinate alla sopravvivenza del singolo esemplare e alla sopravvivenza della specie.
Pertanto, quando si parla in filosofia della mente di fisicalismo (o materialismo), ciò che si intende è che le menti non sono sostanze metafisiche che fanno parte dell’arredo del mondo allo stesso modo delle sostanze fisiche, ma sono il prodotto dell’attività del cervello.

## L'unificazione delle scienze
Lo scopo ultimo della filosofia di Neurath era quello di arrivare alla unificazione delle scienze tramite un linguaggio universale, chiamato "fisicalista", costituito da un sistema di basilari proposizioni scientifiche a fondamento di ogni scienza. La fisica è dunque la scienza fondamentale, a cui tutte le altre, comprese quelle morali e sociali, sono alla fine riconducibili ed anche il linguaggio scientifico deve essere fondato empiricamente tramite osservazioni elementari. Il fisicalismo non è fisicismo (sopravvalutazione della fisica come campo di studio umano). Il fisicalismo non pone come prerequisito che la fisica sia un sistema assiomatico chiuso (la stratificazione causale infinita è una possibilità). David Hilbert ha cercato di assiomatizzare la fisica, ma David Tong ha un'immagine più accurata della fisica.
Queste proposizioni di base o, come le chiama Neurath, "protocolli", sono configurati in modo tale da esprimere la descrizione di una semplice iniziale esperienza (ad esempio «Lo scienziato X, nel luogo Y e al tempo t, osserva che...») che servirà a dare validità a tutte le altre.

## La ricerca nel passato di una scienza unica
Con il fisicalismo sembrano riemergere le antiche esigenze di una scienza universale così com'era nella ricerca dell'Ars magna di Raimondo Lullo e di Leibniz. Tra gli svariati interessi di Leibniz vi era infatti anche quello per lo studio del linguaggio sul quale egli riteneva potesse fondarsi una nuova scienza: l'"Ars combinatoria": una simbolizzazione del pensiero con cui operare calcoli logico-matematici.
Aristotele aveva già intravisto questa possibilità negli "Analitici", la sua opera di logica formale, dove i concetti semplici venivano simboleggiati con le lettere dell'alfabeto greco. Lo stesso progetto era stato perseguito da Raimondo Lullo (1235-1315) con la sua "Ars Magna" ("Ars compendiosa inveniendi veritatem seu ars magna et maior"): tecnica sintetica per scoprire la verità. Servendosi di simboli linguistici, e anche di schemi e figure, si potevano realizzare delle combinazioni logiche che portavano a verità universali.
L'arte lulliana fu dimenticata nel Medioevo e venne invece riscoperta nel Rinascimento dove fu utilizzata nell'alchimia e nell'astrologia. Giordano Bruno ad esempio, era considerato un esperto di questa tecnica. 
Ancora nel '600 l'"ars magna" trovò cultori come Pierre Gassendi, ma furono soprattutto Thomas Hobbes e i suoi seguaci che tentarono di svilupparla ed applicarla ad ogni campo del sapere.

## Il fisicalismo nelle scienze
Con il fisicalismo, secondo Neurath, si potrà eliminare ogni residuo metafisico dalle scienze e ricondurle tutte a un unico fondamento fisico.
In psicologia il fisicalismo ha molti punti in comune con l'impostazione comportamentista di John Broadus Watson (1878–1958) secondo il quale l'analisi psicologica deve basarsi sul comportamento oggettivo degli individui unico oggetto legittimo dell'indagine psicologica osservabile, misurabile e rilevabile con metodi obiettivi che permettano la ripetizione di esperimenti e interpretabile secondo lo schema stimolo-risposta.
In biologia il fisicalismo rifiuta ogni connotazione vitalistica che vorrebbe attribuire una validità reale alle cosiddette entelechie cioè, secondo l'antica concezione aristotelica, a realtà originarie che hanno iscritte in sé stesse la meta finale verso cui tendono ad evolversi.
La stessa esigenza di fisicità verificabili fanno escludere per il fisicalismo dalla sociologia ogni riferimento a concetti come "lo spirito di un'epoca" dove si assumono come reali, connotazioni non verificabili sperimentalmente ma piuttosto esprimenti asserzioni metafisiche e trascendenti.
Il fisicalismo infine si accosta in filosofia all'empirismo logico con cui concorda nel rifiutare la possibilità di un sapere filosofico che si basi su presupposti suoi propri distinti da quelli delle scienze: l'analisi filosofica alla fine deve semplicemente consistere in una ricerca sul sapere reale.
Il fisicalismo oggi è accettato come impegno della verificabilità delle tesi proposte nella varie scienze, ma nella sua forma più rigida è stato abbandonato da una parte consistente degli epistemologi, poiché a questi è risultato che esso privasse le singole dottrine dei loro caratteri peculiari, facendole convergere strumentalmente verso la fisica.